# Elvira Rodríguez
María Elvira Rodríguez Herrer (ur. 15 maja 1949 w Madrycie) – hiszpańska polityk, ekonomistka i samorządowiec, parlamentarzystka, w latach 2003–2004 minister środowiska.

## Życiorys
Absolwentka studiów ekonomicznych na Uniwersytecie Complutense w Madrycie. Od 1972 pracowała w państwowym korpusie audytorów na różnych stanowiskach. W latach 1996–2000 była dyrektorem generalnym do spraw budżetu w administracji rządowej, następnie została sekretarzem stanu do spraw budżetu i wydatków.
W 2002 dołączyła do zarządu Partii Ludowej. W marcu 2003 zastąpiła Jaume Matasa na stanowisku ministra środowiska w drugim rządzie José Maríi Aznara. Urząd ten sprawowała do końca funkcjonowania tego gabinetu w kwietniu 2004. W latach 2004–2006 była posłanką do Kongresu Deputowanych VIII kadencji. Następnie odpowiadała za sprawy transportu w rządzie wspólnoty autonomicznej Madrytu (2006–2007) oraz była przewodniczącą regionalnego parlamentu (2007–2011).
W 2011 wchodziła w skład Senatu. W tym samym roku powróciła do Kongresu Deputowanych. W 2012 złożyła mandat poselski, obejmując stanowisko przewodniczącej Krajowej Komisji Rynku Papierów Wartościowych (CNMV), którą kierowała do 2016. W 2017 została prezesem kontrolowanego przez państwowy holding przemysłowy SEPI przedsiębiorstwa TRAGSA. W listopadzie 2019 kolejny raz wybrana na posłankę do niższej izby hiszpańskiego parlamentu.